# Gypsy (Shakira)
Gypsy è un singolo della cantante colombiana Shakira, pubblicato il 22 febbraio 2010 come quarto estratto dall'ottavo album in studio She Wolf. Nei paesi in lingua spagnola il brano è stato pubblicato nella corrispondente versione spagnola, Gitana, non contenuta nell'album.
Il singolo ha ottenuto un discreto successo: ha raggiunto la prima posizione in Messico, in Colombia, in Estonia e nella Billboard U.S. Latin Radio Play, classifica in cui Shakira è l'artista con il maggior numero di numero uno. In Spagna, per le oltre 40 000 copie vendute, è stato certificato disco di platino . In Italia il brano è uno dei 100 singoli maggiormente venduti nel 2010.

## Pubblicazione
Shakira ha annunciato che Gypsy sarebbe stato il terzo singolo estratto dall'album She Wolf dopo l'incontro con il presidente statunitense Barack Obama. Sulla canzone la cantante ha dichiarato: "La canzone rappresenta il mio modo di vivere e di vedere la vita. Sono in strada da quando ero piccola, ecco il perché della metafora della zingara. Gli zingari sono viaggiatori di vita, che assimilano sempre culture e tradizioni diverse dalle loro"

## Accoglienza
Il singolo ha ottenuto recensioni positive dalla critica. Robert Copsey sul sito Digital Spy ha dato alla canzone una recensione positiva attribuendole 3 stelle su 5: "La canzone di per sé si discosta dalle sonorità elettrop dell'ultimo album She Wolf e si riavvicina a quel genere che ha reso celebre la cantante: quel pizzico di applausi tribali aggiunti al coro fa sì che la trasformazione della cantante nella gitana (bohemian) più sexy del mondo sia completa. Non prende subito al primo ascolto come i classici pezzi di Shakira, ma l'aggiunta di un beat martellante e quel tocco di spagnolo mixato renderebbe la canzone adatta anche per i club"

## Video musicale
Il video musicale, diretto da Jaume de la Iguana, è stato girato nei primi giorni del mese di febbraio 2010 a Barcellona. Il 18 febbraio è stato mostrato in un'anteprima di alcuni secondi sul sito ufficiale della cantante, mentre il video integrale è stato trasmesso in anteprima assoluta dal canale MTV il 26 febbraio 2010. Ambientato in un campo assolato dalle calde atmosfere iberiche, è interpretato da Shakira e dal tennista spagnolo Rafael Nadal.

## Classifiche

### Classifiche settimanali
| Classifica (2010)      | Posizione massima |
| ---------------------- | ----------------- |
| Austria                | 11                |
| Belgio (Fiandre)       | 57                |
| Belgio (Vallonia)      | 40                |
| Canada                 | 80                |
| Estonia                | 1                 |
| Germania               | 7                 |
| Italia                 | 14                |
| Polonia                | 4                 |
| Repubblica Ceca        | 6                 |
| Russia                 | 80                |
| Slovacchia             | 19                |
| Spagna                 | 3                 |
| Svizzera               | 12                |
| Ungheria               | 6                 |
| U.S. Billboard Hot 100 | 65                |
| U.S. Latin Songs       | 6                 |
| U.S. Latin Pop Songs   | 1                 |

### Classifiche di fine anno
| Classifica (2010) | Posizione |
| ----------------- | --------- |
| Italia            | 86        |
| Spagna            | 9         |

## Date di pubblicazione
| Nazione     | Data           | Formato   | Etichetta                |
| ----------- | -------------- | --------- | ------------------------ |
| Germania    | 26 marzo 2010  | CD single | Sony Music Entertainment |
| Regno Unito | 12 aprile 2010 | CD single | Sony Music Entertainment |